# Bischöfliche St. Angela-Schule
Die Bischöfliche St. Angela-Schule ist ein Gymnasium und eine Realschule in der nordrhein-westfälischen Stadt Düren.

## Besonderheiten
Die Schule weist drei folgende Besonderheiten auf:
1. Sie war bis zum 31. Juli 2018 eine reine Mädchenschule, bestehend aus Gymnasium und Realschule. Seitdem gibt es bis zur Klasse 10 beider Schulformen Mädchen- und Jungenklassen („Parallele Monoedukation“).
2. Sie war eine katholische Ersatzschule, also eine Schule in freier Trägerschaft. Zum 1. August 2018 hat das Bistum Aachen die Trägerschaft vollständig übernommen, seitdem ist die St. Angela-Schule eine kirchliche Schule („Bischöfliche St. Angela-Schule“).
3. In der Schule ist Religionsunterricht (katholisch oder evangelisch) bis zum Erreichen des jeweiligen Schulabschlusses Pflicht.

## Geschichte
Am 2. August 1681 kamen zwei Nonnen aus Lüttich nach Düren, nämlich Schwester M. Clara Magnèe und M. Dorothèe de Sluysce, und gründeten hier ein Ursulinenkloster. Von 1681 bis 1686 wohnten die Ursulinen zur Miete, zuerst von August 1681 bis ca. 1682 im Schwarzenbroicher Haus in der Schellengasse (heute Wilhelmstraße). Danach wohnten sie wenige Monate in der Weierstraße. Von ca. 1682 bis zum Umzug in die untere Kölnstraße waren die Ursulinen in der Bobbeler Burg auf dem Viehmarkt (heute Kaiserplatz). Erst 1686 kaufte sie Nonnen das Spetgensche Haus in der unteren Kölnstraße nahe dem Kölntor in der sog. Sackgasse, der späteren Dörrsgasse.
Innerhalb weniger Jahre wurden immer mehr Immobilien in der Nähe erworben und hier eine Schule, ein Pensionat und eine Kirche errichtet. 1798 bestätigt Karl Theodor, Kurfürst von Bayern, den Ursulinen, dass der Orden „dem gemeinen wesen sehr nützlich seye, man solte fleißig Kinder annehmen, welche solche menschen liebe, fried und einigkeit fortzusetzen im stande wären“. Nach der Einführung der allgemeine Schulpflicht für Kinder bis zum 14. Lebensjahr 1825, übertrug der Dürener Stadtrat den Ursulinen 1829 alle Mädchen-Elementarschulen. Über Schulgebäude in der Kölnstraße und der Zehnthofstraße kam die Schule 1927 an ihren jetzigen Standort. Dort wurde 1927 eine private Mädchenmittelschule (Realschule) eingerichtet, das Gymnasium 1931. Ab 1929 nannten die Ursulinen alle ihre Schulen nach der Ordensgründerin Angela Merici. Nach dem Zweiten Weltkrieg begann der Unterricht am 26. November 1945 wieder. 1957 konnte das neue Internat eröffnet werden. Es bestand bis zum Schuljahr 1992/93. Nach der Oberstufenreform 1974 gab es neben der Realschule nur noch das private Gymnasium. Zum 1. Januar 2000 ging die Trägerschaft der St. Angela-Schule an die „St. Angela-Schulgesellschaft mbH“ über; Gesellschafter sind das Bistum Aachen, die Ursulinen Düren e. V. und der Verein zur Mitträgerschaft der St. Angela-Schule e. V.
Im Jahr 2008 wurde eine Arbeitsgruppe der St. Angela-Schule für ihre fortdauernde naturwissenschaftliche Begabungsförderung junger Frauen mit dem Brigitte-Gilles-Preis ausgezeichnet. Für ihr Projekt „Back to the roots: Epigenetik macht Schule!“, getragen von der RWTH und St. Angela-Schule, wurden die Oberstufenschülerinnen der Schule im Jahr 2017 erneut mit diesem Preis ausgezeichnet.
Seit dem 1. August 2018 gibt es auch männliche Schüler, die pro Schulform und Jahrgang jeweils eine eigene Klasse bilden, während in der Oberstufe dann in gemischten Kursen unterrichtet wird. 
Gleichzeitig ging die Trägerschaft der Schule auf das Bistum Aachen über. Schulleiter ist Olaf Windeln.
2018 wurde die St. Angela-Schule in „Bischöfliche St. Angela-Schule“ umbenannt.

## Persönlichkeiten, die die Schulen besucht haben
- Elisabeth Koschorreck (* 1952), Politikerin
- Peggy Porschen (* 1976), Konditorin, Buchautorin und Unternehmerin
- Ulla Schmitz (* 1950), Journalistin, Buchautorin und Unternehmerin
- Christina Schäfer (* 1982), deutsche Bogenschützin